# Coniophanes alvarezi
La culebra sin rayas chiapaneca (Coniophanes alvarezi) es una especie de reptil perteneciente a la familia Dipsadidae.

## Clasificación y descripción
Es una serpiente pequeña con un dorso color café uniforme y un vientre amarillo; 19 hileras de escamas dorsales a la mitad del cuerpo. Longitud total de hasta 52 cm. La coloración dorsal es café uniforme u café olivo, las superficies ventrales son inmaculadas y color amarillo opaco, excepto en la garganta y la parte anterior del cuerpo donde hay un salpicado negro. Una línea corre a lo largo de los lados de la cabeza, extendiéndose de la punta del hocico hasta el ángulo de la boca y separando las supralabiales blancas de la coloración café encima. Las supralabiales están salpicadas con negro. El iris es de color cobre con una difusión fuerte de negro en la mitad inferior. Los juveniles poseen una cabeza café oscuro que contrasta con el color café claro del dorso, y unas líneas oscuras muy difusas en la hilera vertebral y cuarta hilera de escamas. Hay 7 supralabiales, 9 infralabiales, 1 loreal, 1 preocular, 2 postoculares, 1+2 temporales, 134-143 ventrales y 56-64 subcaudales.

## Distribución
Coniophanes alvarezi es conocido solamente de la Meseta Central de Chiapas a elevaciones de 2,012 a 2,134 m s. n. m.

## Hábitat
Todos los especímenes de la serie tipo fueron encontrados en bosques de pino encino templados bajo rocas o troncos en los bordes de los claros.

## Estado de conservación
Se encuentra catalogada dentro de la lista roja de la IUCN como datos insuficientes (DD).